# Ernstthal (Hohenstein-Ernstthal)
Ernstthal ist ein Stadtteil der Großen Kreisstadt Hohenstein-Ernstthal im Landkreis Zwickau in Sachsen. Er wurde im Jahr 1898 mit der Bergstadt Hohenstein zur Stadt Hohenstein-Ernstthal vereinigt.

## Geografie

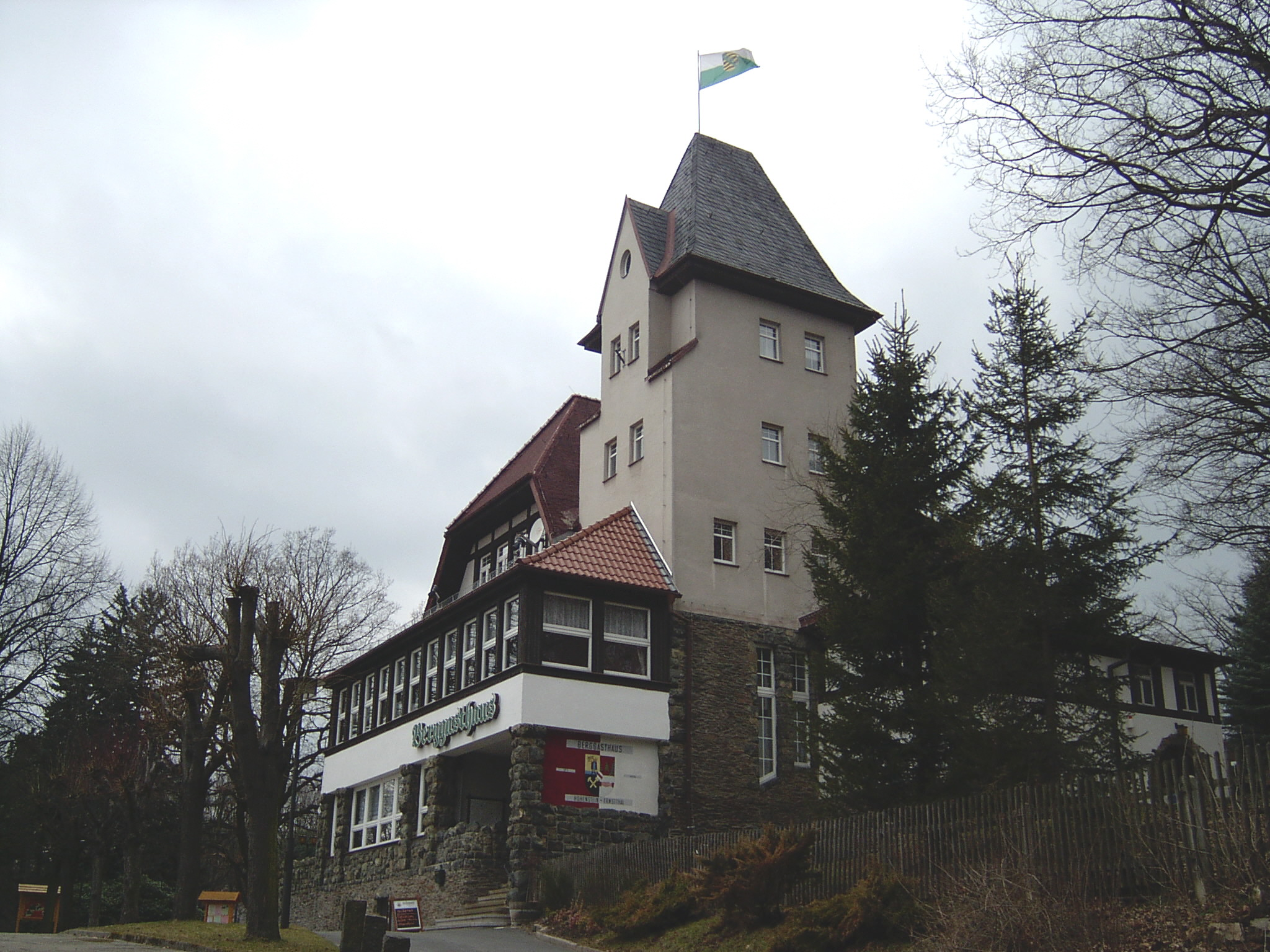
Berggasthaus auf dem Pfaffenberg

### Geografische Lage und Verkehr
Ernstthal bildet den östlichen Teil des Stadtkerns von Hohenstein-Ernstthal. Nördlich des Stadtteils befindet sich der Pfaffenberg, (479 m ü. NHN) der auf dem Übergang vom Nordrand des Erzgebirgsbeckens und dem Südrand des Mittelsächsischen Lößlehm-Hügellandes liegt. Der Pfaffenberg gehört zum Landschaftsschutzgebiet „Pfaffenberg–Oberwald“. In Ernstthal entspringt der Goldbach, der über den Lungwitzbach in die Zwickauer Mulde entwässert. 
Der historische Ursprung von Ernstthal mit der Kirche St. Trinitatis am Neumarkt befindet sich im Westen des Stadtteils. Der nördliche Teil deutet mit den Straßen Lampertusweg, An der Halde und Zechenstraße auf den einstigen Bergbau um die Bergstadt Hohenstein hin. Im südlichen Teil von Ernstthal befindet sich ein Neubaugebiet.
Nördlich von Ernstthal verläuft die Bundesautobahn 4, im südlichen Stadtteil die Bahnstrecke Dresden–Werdau. Der Bahnhof Hohenstein-Ernstthal befindet sich im Stadtteil Hohenstein.

### Nachbarorte
|            | Langenberg                                  | Grüna       |
| Hohenstein | Kompassrose, die auf Nachbargemeinden zeigt | Wüstenbrand |
|            | Oberlungwitz                                |             |

## Geschichte

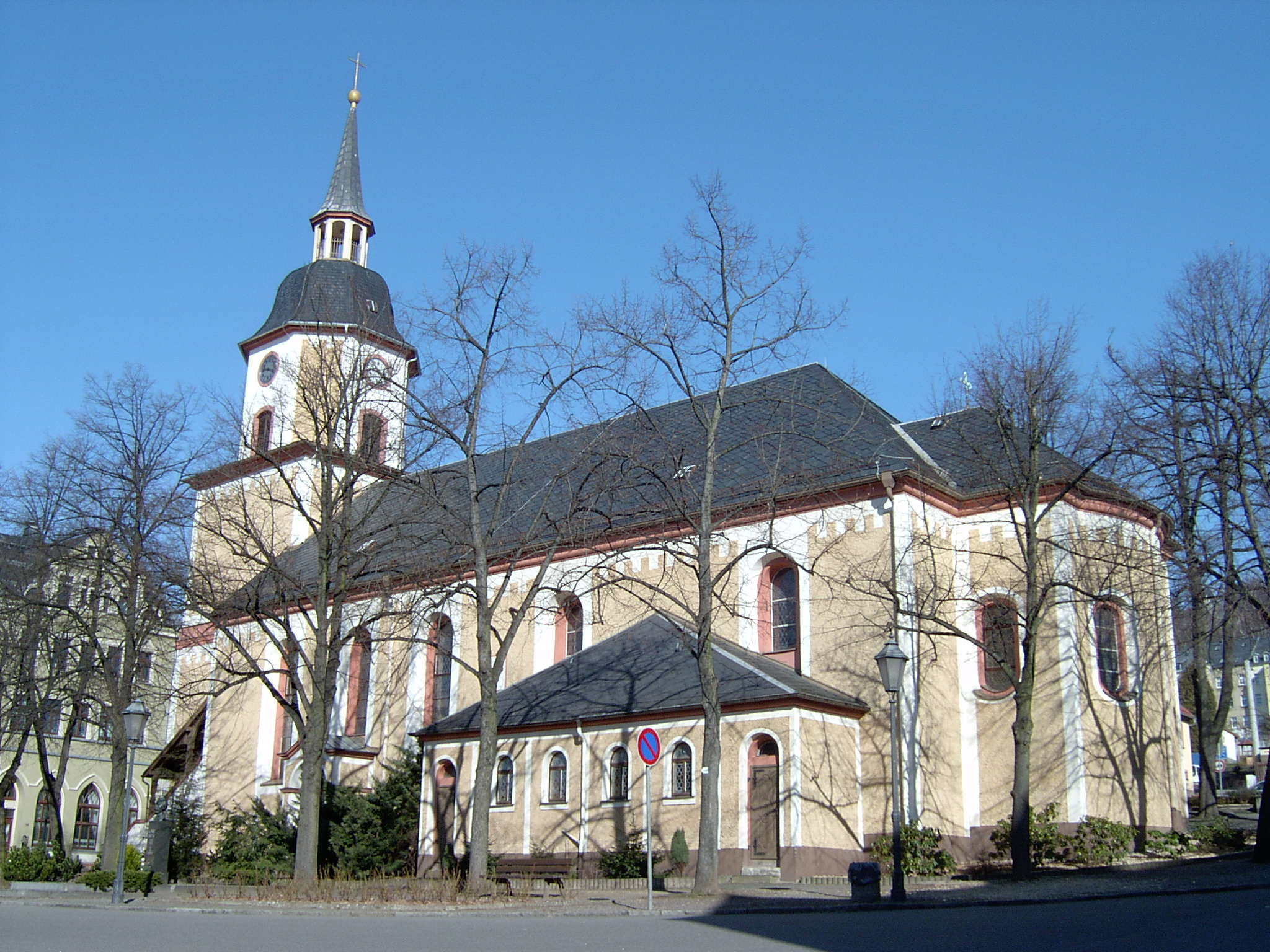
St. Trinitatis im Stadtteil Ernstthal

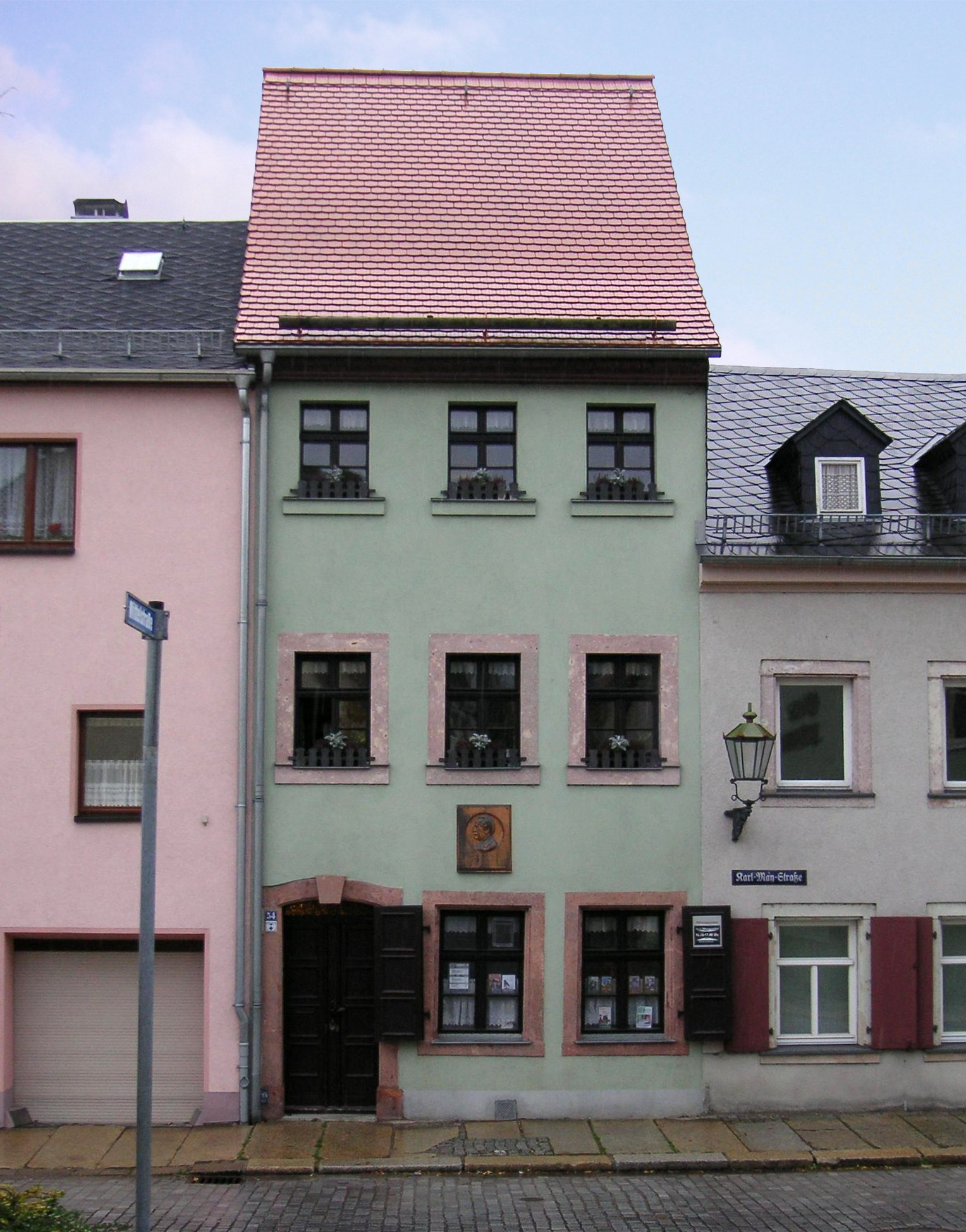
Karl Mays Geburtshaus in Ernstthal

Etwa 200 Jahre vor der Gründung von Ernstthal entstand um 1490 mit der Entdeckung von Silberaufkommen die Siedlung Hohenstein („uff den Hohen Stein“) südwestlich des Pfaffenbergs, die 1510 den Status einer Bergstadt erhielt. Nordöstlich der Stadt entstanden u. a. die Schächte „Lampertus“, „St. Anna“ und „Gottes Wille“.
Der Ursprung von Ernstthal liegt in einem Waldhaus, das der Handelsherr Jacob Simon im Jahr 1679 am „oberen Haynholz“ östlich von Hohenstein errichtete. Nachdem im Jahr 1680 die Pest in Hohenstein ausgebrochen war, erhielt Jacob Simons Sohn Johann Simon Zutrittsverbot nach Hohenstein. Daraufhin erwarb er in den Wäldern östlich von Hohenstein größere Baugrundstücke, die er dann an sich ansiedelnde Weber veräußerte. Die beiden Grafen Christian Ernst von Schönburg (1655–1718) und August Ernst von Schönburg (1666–1729) unterstützten Simon beim Bau der Siedlung „an den Waldplätzen“, die ursprünglich in der Flur von Oberlungwitz lag. Sie erhielt zunächst den Namen „Neuhohenstein“, dann letztendlich „Ernstthal“, nach den beiden Grafen Christian Ernst und August Ernst von Schönburg, die dieser Zeit Besitzer der Schönburgischen Herrschaft Glauchau, Amt Hinterglauchau waren. Ernstthal gehörte zu dieser, obwohl es territorial getrennt von dieser lag. Im Gegensatz dazu gehörte Hohenstein zum Amt Forderglauchau. Nur ein Gebäude von Ernstthal gehörte zur schönburgischen Herrschaft Waldenburg.
Der weitere Aufbau des Orts, der 1694 Marktrecht und 1687 das Stadtrecht erhielt, erfolgte planmäßig, ähnlich den Orten Oberwiesenthal, Scheibenberg und Callnberg. Im Jahr 1687 erfolgte die Grundsteinlegung der 1689 geweihten der St. Trinitatiskirche. 1688 erfolgte die Loslösung von der Parochie Oberlungwitz. Bereits 1717 erhielt das Gotteshaus eine erste Erweiterung, 1766 eine zweite. Im Jahr 1695 erhielt Ernstthal eine Schule, die sich im heute noch existierenden Kantorat befand. Ähnlich wie in Hohenstein etablierte sich in Ernstthal die Leineweberei und Bleicherei, später die Strumpfwirkerei. Diese bildeten die Grundlage für die bald vorherrschende Textilindustrie. Die Strumpfwirker erhielten im Jahr 1735 den ersten Innungsbrief. Die Stadt hatte um 1815 bereits 2000 Einwohner. Auf den östlichen Fluren von Ernstthal wurden 1822 zwei Schächte auf Steinkohle geteuft, die aufgrund geringer Ergiebigkeit schnell wieder aufgegeben wurden. Am 25. Februar 1842 wurde der berühmte Schriftsteller Karl May in Ernstthal geboren. An ihn erinnert seit 1985 das in seinem Geburtshaus befindliche Karl-May-Haus südlich des Neumarkts. Seit 1856 besitzt Ernstthal eine Freiwillige Feuerwehr. Mit der Eröffnung des Abschnitts Chemnitz–Zwickau der Bahnstrecke Dresden–Werdau wurde am 15. November 1858 der Bahnhof Hohenstein-Ernstthal für den Verkehr freigegeben. Anfangs gehörte der Bahnhof jedoch weder zu Hohenstein noch zu Ernstthal, sondern zu Abtei Oberlungwitz. Das Bahnhofsgrundstück wurde später von Hohenstein abgekauft.
Nachdem auf dem Gebiet der Rezessherrschaften Schönburg im Jahr 1878 eine Verwaltungsreform durchgeführt worden war, kam Ernstthal im Jahr 1880 zur neu gegründeten sächsischen Amtshauptmannschaft Glauchau. Das alte Ernstthaler Rathaus, in dem sich auch die Gaststätte „Zur Tanne“ befand, wurde 1886 abgerissen. Wenige Jahre später erfolgte im Jahr 1898 die Vereinigung mit Hohenstein zur Stadt Hohenstein-Ernstthal, die ein neues Stadtwappen erhielt. Im Jahr 1905 entstand die Pestalozzischule anstelle der alten Rektoratsschule. Bei einem Gebietsaustausch zwischen Oberlungwitz und Hohenstein-Ernstthal erhielt die Gemarkung Ernstthal den Windberg (nordöstlich von Ernstthal) und Neuoberlungwitz (südlich von Ernstthal, Flur des heutigen Neubaugebiets Sonnenstraße) zugeordnet. Mit der Schließung der Grube „St. Lampertus“ endete im Jahr 1911 der Bergbau in Hohenstein-Ernstthal. Bis auf das 1846 erbaute Huthaus wurden alle Gebäude abgebrochen. Das Huthaus wird seit 1998 durch den 1996 gegründeten „Freundeskreis Geologie und Bergbau Hohenstein-Ernstthal e.V.“ als Vereinsheim genutzt. Im Jahr 1911 erfolgte durch den Erzgebirgsverein der Bau des Berggasthauses auf dem Pfaffenberg. In diesem Jahr fand auch das erste Bergfest statt. Zwischen 1921 und 1923 entstand die Strumpfwirkerei der als „Vinora“ bekannten Firma „ETAM“ an der Dresdner Straße. Eine weitere Weberei, die später als „VEB MALITEX“ bekannt war, entstand zwischen 1946 und 1948 am Standort des heutigen Supermarkts Kaufland.
Seit der zweiten Kreisreform in der DDR im Jahr 1952 gehörte Ernstthal als Teil der Kreisstadt Hohenstein-Ernstthal zum Kreis Hohenstein-Ernstthal im Bezirk Chemnitz (1953 in Bezirk Karl-Marx-Stadt umbenannt). In den Jahren 1978 bis 1994 entstand im Süden von Ernstthal das Neubaugebiet  an der Sonnenstraße. Die heutige Karl-May-Grundschule wurde 1980 als Wilhelm-Pieck-Oberschule eröffnet und später als Herderschule weitergeführt. Im Jahr 1990 entstanden die Wohngebiete an der Scheerwiese, am Logenberg, im Fuchsgrund und am Hasenhügel. 
Seit 1990 gehörte Ernstthal als Teil der Kreisstadt Hohenstein-Ernstthal zum sächsischen Landkreis Hohenstein-Ernstthal. Seit dem Verlust des Kreissitzes im Jahr 1994 wurde der Stadt Hohenstein-Ernstthal der Titel Große Kreisstadt verliehen. Sie kam 1994 zum Landkreis Chemnitzer Land, der 2008 im Landkreis Zwickau aufging. In der Woche vom 4. bis 12. Juni 2005 feierte der Stadtteil Ernstthal sein 325-jähriges Bestehen. Den Höhepunkt der Festwoche bildete am 12. Juni ein ca. 810 Meter langer Festumzug.

## Sehenswürdigkeiten

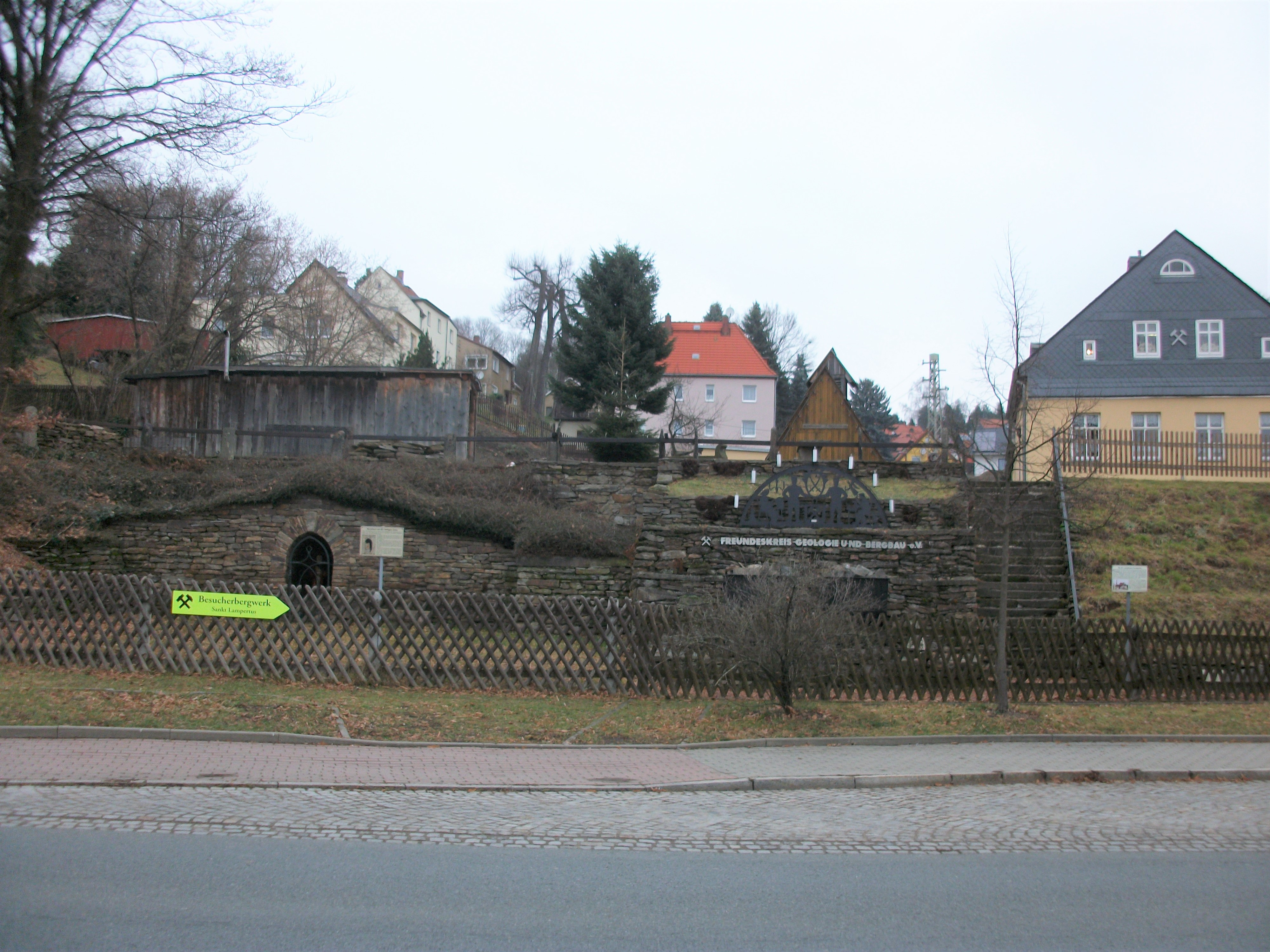
St.-Lampertus-Fundgrube (Besucherbergwerk)

- Evangelische Kirche St. Trinitatis
- Katholische Kirche St. Pius X.
- Karl-May-Haus[13]
- Besucherbergwerk „St. Lampertus“[14]
- Pfaffenberg

## Persönlichkeiten
- Karl Heinrich Ludwig Pölitz (1772–1838), Historiker, geboren in Ernstthal
- Samuel Friedrich Strauch (1788–1860), Organist und Kantor in Ernstthal, wurde bekannt als Lehrer von Karl May
- Karl May (1842–1912), Schriftsteller, geboren in Ernstthal